# Wladislaw von Schlesien
Wladislaw von Schlesien, (auch: Ladislaus von Schlesien, Wlodizlaus von Salzburg, tschechisch Vladislav Slezský; * 1237; † 27. April 1270 vermutlich in Salzburg) war Kanzler des böhmischen Königs Ottokar II. Přemysl, gewählter Bischof von Bamberg und Passau, Erzbischof von Salzburg und Administrator von Breslau.

## Familie
Wladislaw war der jüngste Sohn des Herzogs Heinrich des Frommen aus der Linie der Schlesischen Piasten und seiner Gemahlin Anna von Böhmen, Tochter des böhmischen Königs Ottokar I. Přemysl.
Seine Geschwister waren:
- Boleslaw († 1278), Herzog von Liegnitz
- Mieszko († 1242), Herzog von Lebus
- Heinrich III. († 1266), Herzog von Breslau
- Konrad II., erwählter Bischof von Passau (resignierte 1249), Herzog von Schlesien, ab 1251 Herzog von Glogau
- Elisabeth, verheiratet mit dem großpolnischen Herzog Przemysław I.

## Leben
Nach dem Tod Heinrichs II. wurde dessen Herrschaftsgebiet zur Vermeidung einer weiteren Zersplitterung nur an die älteren Söhne Heinrich und Boleslaw übertragen. Sie wurden verpflichtet, je einen ihrer jüngeren Brüder Konrad und Wladislaw, die für den geistlichen Stand bestimmt waren, aus ihren Teilgebieten auszustatten. Heinrich wählte den jüngsten Bruder Wladislaw. Deren gemeinsames mittelschlesisches Gebiet blieb ungeteilt.
1255 wurde Wladislaw Propst des Kollegiatkapitels am Vyšehrad und kurze Zeit später Kanzler des böhmischen Königs Ottokar II. Přemysl. Durch die kirchlich-politische Stellung Wladislaws und die nahe Verwandtschaft mit Ottokar II. wurden die bestehenden Beziehungen Schlesiens mit Böhmen vertieft. Obwohl Wladislaw überwiegend außer Landes war, beurkundete er ab 1257 mehrfach gemeinsam mit seinem Bruder Heinrich. Beide verliehen 1261 ihrer Hauptstadt Breslau das Magdeburger Recht.
Wladislaw bekleidete das Amt eines Päpstlichen Kaplans und war seit 1256 Domherr von Bamberg. Im September 1257 wählte ihn ein Teil des dortigen Domkapitels zum Nachfolger des verstorbenen Bischofs Heinrich I. von Bilversheim. Dieses Amt konnte er nicht antreten, da er erst 20 Jahre alt war und ihm der Papst deshalb die erforderliche Dispens verweigert hatte. 1262 wurde er Scholaster des Breslauer Domkapitels. Dessen Domherr Magister Peter war Wladislaws Hofmeister und begleitete diesen 1265 nach Padua, wo Wladislaw ein Studium aufnahm. Auf Betreiben des böhmischen Königs Ottokar II. wählte das Passauer Domkapitel am 22. April d. J. Wladislaw zum Bischof, und schon am 6. Oktober d. J. erfolgte die Wahl zum Erzbischof von Salzburg. Papst Klemens IV. erteilte am 20. November d. J. seine Zustimmung für die Ernennung zum Erzbischof von Salzburg und gleichzeitig die Dispens wegen des noch nicht erreichten Kanonischen Alters sowie der fehlenden höheren Weihen des Kandidaten. Zum Bischof von Passau ernannte der Papst am 24. November d. J. Wladislaws Hofmeister Peter.
Wladislaw kam erstmals im Frühjahr 1266 nach Salzburg. Da er Mitregent seines älteren Bruders Heinrich III. war, musste er nochmals nach Schlesien zurückkehren. Nach Heinrichs Tod am 3. Dezember 1266 übernahm Wladislaw die vormundschaftliche Regierung für seinen Neffen Heinrich IV., wodurch sich Wladislaws Rückkehr nach Salzburg verzögerte. Auf sein Erzbistum verzichtete er nicht.
Am 11. Juni 1267 wurde er in Salzburg durch seinen früheren Hofmeister und nunmehrigen Passauer Bischof Petrus zum Priester geweiht. Am nächsten Tag erfolgte die Bischofsweihe unter Assistenz der Bischöfe Konrad II. von Freising, Leo Thundorfer von Regensburg und Heinrich von Lützelburg von Chiemsee. Während seiner kurzen Amtszeit in Salzburg gelang es ihm, die verworrene Lage des Bistums zu stabilisieren und die unter seinem Vorgänger geschmälerten Rechte wiederherzustellen. Bei seinen Vorhaben unterstützte ihn vor allem sein späterer Nachfolger, Dompropst Friedrich von Walchen. Wladislaw visitierte Teile seiner Diözese und deren Eigenbistümer. Mit einem „Schiffsherrenprivileg“ regelte er die Rechte der Laufener Schiffer, mit einer Münzvereinbarung die Prägung von Münzen. In Kärnten erwarb er für sein Bistum umfangreiche Besitzungen. Wiederholt wirkte er als Schiedsrichter in Streitsachen.
Großen Einfluss übte Wladislaw auf die Heiligsprechung seiner 1243 verstorbenen Großmutter Hedwig von Andechs. Sie wurde am 26. März 1267 durch Papst Clemens IV. kanonisiert.
Nach dem Tod des Breslauer Bischofs Thomas I. 1268 wurde Wladislaw vom Domkapitel zu dessen Nachfolger gewählt. Da er nicht auf sein Salzburger Erzbistum verzichtet hatte, verweigerte der Papst seine Zustimmung, so dass er nur zum Administrator von Breslau ernannt wurde. Den Titel eines Erzbischofs von Salzburg behielt er weiterhin.
Er starb vermutlich in Salzburg und wurde vor dem Marienaltar des Salzburger Doms beigesetzt. Zu seinem Alleinerben bestimmte er testamentarisch seinen Neffen Heinrich IV. Dieser musste 1277 auf ein Drittel seines Erbes zugunsten seines Onkels Boleslaw II. verzichten.